# Marathon van Milaan 2016
De Marathon van Milaan 2016 vond plaats op zondag 24 april 2016. Het was de zestiende editie van deze marathon.
De wedstrijd bij de mannen werd gewonnen door de Keniaan Ernest Kiprono in 2:08.15. Hij was vijf seconden sneller dan zijn landgenoot Ishmael Busendich. Kenneth Mburu maakte het Keniaanse podium compleet door derde te worden in 2:08.38. De Keniaanse Brigid Chepcheshire won de wedstrijd bij de vrouwen in 2:27.45.

## Uitslagen

### Mannen
| rang   | naam               | land | tijd    |
| ------ | ------------------ | ---- | ------- |
| Goud   | Ernest Kiprono     | KEN  | 2:08.15 |
| Zilver | Ishmael Busendich  | KEN  | 2:08.20 |
| Brons  | Kenneth Mburu      | KEN  | 2:08.38 |
| 4      | Samuel Mwaniki     | KEN  | 2:09.45 |
| 5      | Evans Kipkoech     | KEN  | 2:10.04 |
| 6      | Henry Kipsigei     | KEN  | 2:11.42 |
| 7      | Daniel Mesfin      | ERI  | 2:14.02 |
| 8      | Moses Mengich      | KEN  | 2:14.04 |
| 9      | Philemon Kipchumba | KEN  | 2:14.35 |
| 10     | Giovanni De Jesus  | BRA  | 2:14.41 |

### Vrouwen
| rang   | naam              | land | tijd    |
| ------ | ----------------- | ---- | ------- |
| Goud   | Brigid Kosgei     | KEN  | 2:27.45 |
| Zilver | Vera-Monica Nunes | POR  | 2:37.11 |
| Brons  | Dailin Belmonte   | CUB  | 2:42.44 |
| 4      | Malika Benlafkar  | MAR  | 2:43.32 |
| 5      | Judit Varga       | HUN  | 2:47.58 |
| 6      | Barbara Belusic   | CRO  | 2:49.09 |
| 7      | Nikolina Sustic   | CRO  | 2:50.01 |
| 8      | Maria Mccambridge | IRL  | 2:56.03 |
| 9      | Barbara Bani      | ITA  | 2:58.55 |
| 10     | Claudia Marietta  | ITA  | 2:59.02 |

2000 ·
2001 ·
2002 ·
2003 ·
2004 ·
2005 ·
2006 ·
2007 ·
2008 ·
2009 ·
2010 ·
2011 ·
2012 ·
2013 ·
2014 ·
2015 ·
2016 ·
2017